# Beat the Beat: Rhythm Paradise
 (avril 2012).
Si vous disposez d'ouvrages ou d'articles de référence ou si vous connaissez des sites web de qualité traitant du thème abordé ici, merci de compléter l'article en donnant les références utiles à sa vérifiabilité et en les liant à la section « Notes et références ».
Ne doit pas être confondu avec Rhythm Paradise.
Beat the Beat: Rhythm Paradise, aussi connu sous le nom Rhythm Heaven Fever en Amérique du Nord, ou encore Minna no Rhythm Tengoku (みんなのリズム天国, Minna no Rizumu Tengoku, littéralement « Le paradis du rythme de tout le monde ») au Japon, est un jeu vidéo de rythme développé par Nintendo SPD et édité par Nintendo sorti sur Wii. Il est sorti en mai 2011 au Japon, en février 2012 aux États-Unis et est sorti le 6 juillet 2012 en Europe.

## Système du jeu
Beat the Beat: Rhythm Paradise consiste en une série de mini-jeux rapides basés sur le rythme et les réflexes. Avant chaque défi, un court tutoriel est présenté au joueur afin qu'il puisse rapidement comprendre le fonctionnement des mini-jeux. L'objectif est d'accomplir les différents défis en obtenant le meilleur score possible. Après la fin d'un mini-jeu, une notation dépendante du score du joueur apparaîtra. Les notations possibles sont : Essayez encore, OK et Super. Si le joueur obtient un Essayez encore, il doit recommencer. S'il obtient un OK, l'icône du mini-jeu sera orné d'un cadre en argent et le joueur passera au mini-jeu suivant. En obtenant un Super, le mini-jeu sera entouré d'un cadre en or et le joueur recevra une médaille qui permet de débloquer des jeux infinis et des jouets, tout en donnant accès au mini-jeu suivant.
Chaque « étape » a 4 jeux et un Remix. Le principe des remix est de réunir les 4 jeux précédents. Après le Remix 7, les Remix mélangeront beaucoup de jeux voire tous pour le Remix 10 qui est d'ailleurs le dernier mini-jeu.